# 1986年美國職棒大聯盟選秀
1986年美國職棒大聯盟選秀為大聯盟第22屆選秀。匹茲堡海盜的傑夫·金恩為該年的首輪選秀狀元。

## 第一輪選秀
圖示
|  | 入選美國職棒大聯盟全明星賽的球員     |
|  | 入選美國國家棒球名人堂暨博物館的球員 |

| 順位 | 球員            | 球隊             | 位置   | 畢業學校                 |
| 1    | 傑夫·金恩       | 匹茲堡海盜       | 游擊手 | 阿肯色大學               |
| 2    | 葛雷格·史溫戴爾 | 克里夫蘭印地安人 | 左投   | 德克薩斯大學奧斯汀分校   |
| 3    | 麥特·威廉斯     | 舊金山巨人       | 三壘手 | 內華達大學拉斯維加斯分校 |
| 4    | 凱文·布朗       | 德州遊騎兵       | 右投   | 喬治亞理工學院           |
| 5    | 肯特·梅克爾     | 亞特蘭大勇士     | 左投   | 都柏林·科夫曼高中        |
| 6    | 蓋瑞·雪菲爾     | 密爾瓦基釀酒人   | 游擊手 | 希爾斯波羅高中           |
| 7    | 布萊德·布林克   | 費城費城人       | 右投   | 南加州大學               |
| 8    | 派翠克·藍諾恩   | 西雅圖水手       | 游擊手 | 懷特維爾高中             |
| 9    | 戴瑞克·梅       | 芝加哥小熊       | 外野手 | 紐華克高中               |
| 10   | 德瑞克·帕克斯   | 明尼蘇達雙城     | 右投   | 蒙特克萊爾高中           |
| 11   | 湯瑪斯·霍華德   | 聖地牙哥教士     | 外野手 | 波爾州立大學             |
| 12   | 史考特·赫蒙德   | 奧克蘭運動家     | 捕手   | 南佛羅里達大學           |
| 13   | 萊恩·波文       | 休士頓太空人     | 右投   | 漢佛德聯合高中           |
| 14   | 葛雷格·麥克穆崔 | 波士頓紅襪       | 外野手 | 布羅克頓高中             |
| 15   | 凱文·汀恩       | 蒙特婁博覽會     | 外野手 | 霍根高中                 |
| 16   | 羅伯托·赫南德茲 | 加州天使         | 右投   | 南佛羅里達大學           |
| 17   | 史考特·史庫德   | 辛辛那提紅人     | 右投   | 普萊爾蘭德高中           |
| 18   | 菲爾·克拉克     | 底特律老虎       | 捕手   | 克羅基特高中             |
| 19   | 麥克·懷特       | 洛杉磯道奇       | 外野手 | 盧登高中                 |
| 20   | 葛萊迪·霍爾     | 芝加哥白襪       | 左投   | 西北大學                 |
| 21   | 李·梅二世       | 紐約大都會       | 外野手 | 波塞爾·馬里安高中        |
| 22   | 李·史蒂文斯     | 加州天使         | 外野手 | 勞倫斯高中               |
| 23   | 路易斯·艾利西亞 | 聖路易紅雀       | 二壘手 | 佛羅里達州立大學         |
| 24   | 湯尼·克萊門茲   | 堪薩斯市皇家     | 游擊手 | 唐·安東尼奧·盧戈高中     |
| 25   | 泰瑞·卡爾       | 加州天使         | 外野手 | 詹姆斯·班奈特高中        |
| 26   | 厄爾·桑德斯     | 多倫多藍鳥       | 右投   | 傑克森州立大學           |
| 27   | 麥克·菲特斯     | 加州天使         | 右投   | 佩珀代因大學             |
| 28   | 達瑞爾·格林     | 加州天使         | 右投   | 納科多奇斯高中           |

## 其他著名球員
- 柯特·曼瓦寧（英语：Kirt Manwaring）, 第2輪, 31順位被舊金山巨人選走
- 羅傑·帕夫里克（英语：Roger Pavlik）, 第2輪, 32順位被德州遊騎兵選走
- 艾瑞克·韓森（英语：Erik Hanson (baseball)）, 第2輪, 36順位被西雅圖水手選走
- 凱文·塔帕尼（英语：Kevin Tapani）, 第2輪, 40順位被奧克蘭運動家選走
- 戴夫·韓森（英语：Dave Hansen (baseball)）, 第2輪, 47順位被洛杉磯道奇選走
- 陶德·齊爾（英语：Todd Zeile）, 第2輪, 55順位被聖路易紅雀選走
- 傑克·阿姆斯壯（英语：Jack Armstrong (baseball)）, 第3輪, 58順位被舊金山巨人選走, 但未簽約
- 汀恩·帕爾默, 第3輪, 59順位被德州遊騎兵選走
- 圖非·羅茲, 第3輪, 68順位被休士頓太空人選走
- 史考特·庫珀（英语：Scott Cooper (baseball)）, 第3輪, 69順位被波士頓紅襪選走
- 瑞吉·傑佛遜（英语：Reggie Jefferson）, 第3輪, 72順位被辛辛那提紅人選走
- 史考特·拉丁斯基（英语：Scott Radinsky）, 第3輪, 75順位被芝加哥白襪選走
- 魯迪·賽亞涅茲（英语：Rudy Seánez）, 第4輪, 83順位被克里夫蘭印地安人選走
- 肯特·波坦菲爾德（英语：Kent Bottenfield）, 第4輪, 96順位被蒙特婁博覽會選走
- 保羅·索倫托（英语：Paul Sorrento）, 第4輪, 103順位被加州天使選走
- 馬克·古斯瑞（英语：Mark Guthrie）, 第4輪, 104順位被聖路易紅雀選走, 但未簽約
- 博·傑克遜, 第4輪, 105順位被堪薩斯市皇家選走
- 賽維爾·赫南德茲（英语：Xavier Hernandez (baseball)）, 第4輪, 107順位被多倫多藍鳥選走
- 喬·吉拉迪, 第5輪, 116順位被芝加哥小熊選走
- 帕特·韓特根（英语：Pat Hentgen）, 第5輪, 133順位被多倫多藍鳥選走
- 湯姆·古德溫（英语：Tom Goodwin）, 第6輪, 134順位被匹茲堡海盜選走
- 艾迪·陶班西（英语：Eddie Taubensee）, 第6輪, 150順位被辛辛那提紅人選走
- 湯姆·高登（英语：Tom Gordon）, 第6輪, 157順位被堪薩斯市皇家選走
- 查克·麥凱羅伊（英语：Chuck McElroy）, 第8輪, 192順位被費城費城人選走
- 哈爾·莫里斯（英语：Hal Morris）, 第8輪, 210順位被紐約洋基選走
- 查克·卡爾, 第9輪, 228順位被辛辛那提紅人選走
- 史丹·貝林達（英语：Stan Belinda）, 第10輪, 238順位被匹茲堡海盜選走
- 傑夫·瑞伯列特（英语：Jeff Reboulet）, 第10輪, 247順位被明尼蘇達雙城選走
- 蘭斯·布蘭肯席普（英语：Lance Blankenship）, 第10輪, 249順位被奧克蘭運動家選走
- 麥克·布勞爾茲（英语：Mike Blowers）, 第10輪, 252順位被蒙特婁博覽會選走
- 湯姆·藍普金（英语：Tom Lampkin）, 第11輪, 265順位被克里夫蘭印地安人選走
- 史蒂夫·芬利, 第11輪, 268順位被亞特蘭大勇士選走, 但未簽約
- 達瑞爾·漢米爾頓（英语：Darryl Hamilton）, 第11輪, 269順位被密爾瓦基釀酒人選走
- 基斯·洛克哈特（英语：Keith Lockhart (baseball)）, 第11輪, 280順位被辛辛那提紅人選走
- 威利·布萊爾（英语：Willie Blair）, 第11輪, 289順位被多倫多藍鳥選走
- 瑞·桑契斯（英语：Rey Sánchez）, 第13輪, 319順位被德州遊騎兵選走
- 羅德·貝克（英语：Rod Beck）, 第13輪, 327順位被奧克蘭運動家選走
- 史考特·卡米恩涅基（英语：Scott Kamieniecki）, 第14輪, 417順位被加州天使選走
- 葛雷格·希巴德（英语：Greg Hibbard）, 第16輪, 450順位被德州遊騎兵選走
- 提姆·賽門, 第18輪, 450順位被亞特蘭大勇士選走, 但未簽約
- 查克·諾布勞克, 第18輪, 452順位被費城費城人選走, 但未簽約
- 特納·瓦德（英语：Turner Ward）, 第18輪, 470順位被紐約洋基選走
- 克里斯·霍伊勒斯（英语：Chris Hoiles）, 第19輪, 489順位被底特律老虎選走
- 凱文·馬斯（英语：Kevin Maas）, 第22輪, 572順位被紐約洋基選走
- 瑞克·威爾金斯（英语：Rick Wilkins (baseball)）, 第23輪, 582順位被芝加哥小熊選走
- 瑞克·里德（英语：Rick Reed (pitcher)）, 第26輪, 644順位被匹茲堡海盜選走
- 保羅·庫安崔爾（英语：Paul Quantrill）, 第26輪, 660順位被洛杉磯道奇選走, 但未簽約
- 卡爾·艾德雷德（英语：Cal Eldred）, 第26輪, 661順位被紐約大都會選走, 但未簽約
- 班·麥克唐納（英语：Ben McDonald）, 第27輪, 670順位被亞特蘭大勇士選走, 但未簽約
- 約翰·歐勒魯德, 第27輪, 682順位被紐約大都會選走, 但未簽約
- 艾瑞克·安東尼（英语：Eric Anthony）, 第34輪, 795順位被休士頓太空人選走
- 史考特·艾瑞克森（英语：Scott Erickson）, 第36輪, 821順位被紐約大都會選走, 但未簽約
- 陶德·瓊斯（英语：Todd Jones）, 第41輪, 864順位被紐約大都會選走, 但未簽約

## 外部連結
- MLB.com - 1986 Draft Tracker (all rounds)
- MLB.com - Draft History （页面存档备份，存于）
- Complete draft list from The Baseball Cube database （页面存档备份，存于）

| 前任： B·J·瑟霍夫 | 選秀狀元 傑夫·金恩 | 繼任： 小肯·葛瑞菲 |